# Acromyrmex
Acromyrmex es un género de hormigas del Nuevo Mundo de la subfamilia Myrmicinae. Contiene 31 especies que se hallan distribuidas en América del Sur, partes de América Central y algunas Islas del Caribe. Junto con el género Atta constituyen la tribu Attini, conocida comúnmente como "hormigas cortadoras de hojas".

## Anatomía

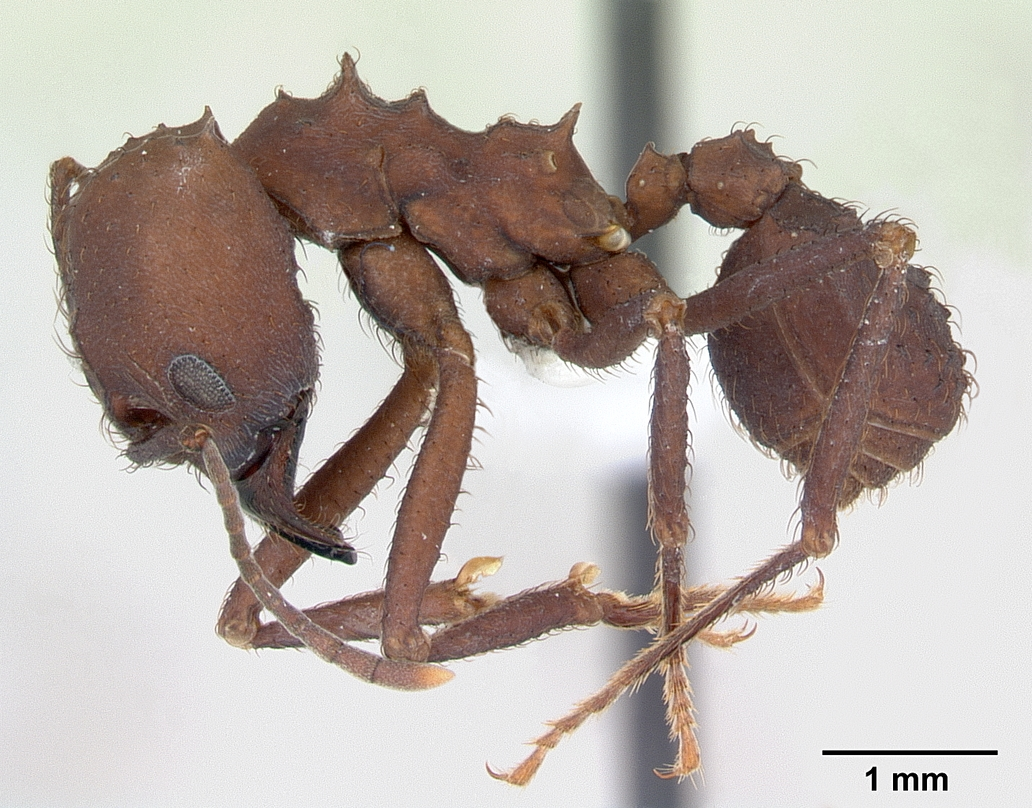
Vista de perfil de un espécimen de Acromyrmex balzani

Las especies de Acromyrmex poseen una cubierta externa dura, el exoesqueleto o cutícula que posee diversas funciones, entre ellas, de armadura, protección ante la radiación solar, como punto de inserción para músculos internos, prevenir la pérdida de agua, etc. Se divide en tres partes principales: cabeza, abdomen y tórax. Un pequeño segmento entre el tórax y el abdomen, el peciolo se encuentra dividido en dos nodos en las especies de Acromyrmex.

Diagrama de una hormiga obrera.

Las antenas son el órgano sensitivo más importante que las especies de Acromyrmex poseen. Son articuladas por lo que las pueden extender hacia adelante con el fin de investigar objetos. Pueden además retraerlas hacia su cabeza cuando se encuentran en una situación peligrosa, por ejemplo, durante una pelea. Poseen también ojos, pero su visión es relativamente pobre. Como en la mayoría de los insectos, el ojo es compuesto, es decir integrado por una cantidad múltiple de omatidios, la cual es típica de cada especie. En las castas obreras, las hormigas macho tienden a tener más omatidios que otras castas. Los ocelos, regularmente encontrados en la parte superior de la cabeza de una reina de Acromyrmex, posiblemente cumplan la función de orientar espacialmente a la misma mediante la luz del sol durante el vuelo.   
El color de Acromyrmex es rojo oscuro. Y además de la anatomía estándar de la hormiga, en la parte trasera del tórax posee una serie de púas que la ayudan en el acarreo de materiales. Acromyrmex, puede ser distinguido del género cercano Atta por la presencia de cuatro pares de púas y un rugoso exoesqueleto en la parte superior del tórax comparado a los tres pares de púas de Atta y a su exoesqueleto relativamente más liso. 
Gran parte del interior de la cabeza se encuentra ocupada por los músculos que cierran las mandíbulas. El cerebro, es un órgano muy complejo y permite en Acromyrmex aprendizaje para reaccionar ante su entorno (pueden recordar el olor de la colonia, orientarse ante un objeto y la consecuente navegación).
El corazón es un tubo largo y perforado que recorre toda la longitud del cuerpo desde el cerebro hasta la punta del abdomen. Posee asimismo válvulas que previenen el flujo de la sangre con sentido inapropiado. Los fluidos que bañan los órganos internos circulan por el corazón y luego pueden filtrar a través de los órganos y tejidos.  La faringe, es controlada por seis músculos y bombea alimentos hacia el esófago. Los residuos presentes en su alimentación, por ejemplo restos del suelo, son filtrados antes de la entrada al esófago y acumulados en la cámara infrabucal. Una vez llena la cámara, las Acromyrmex la vacían en un área designada específicamente dentro o fuera del hormiguero. 

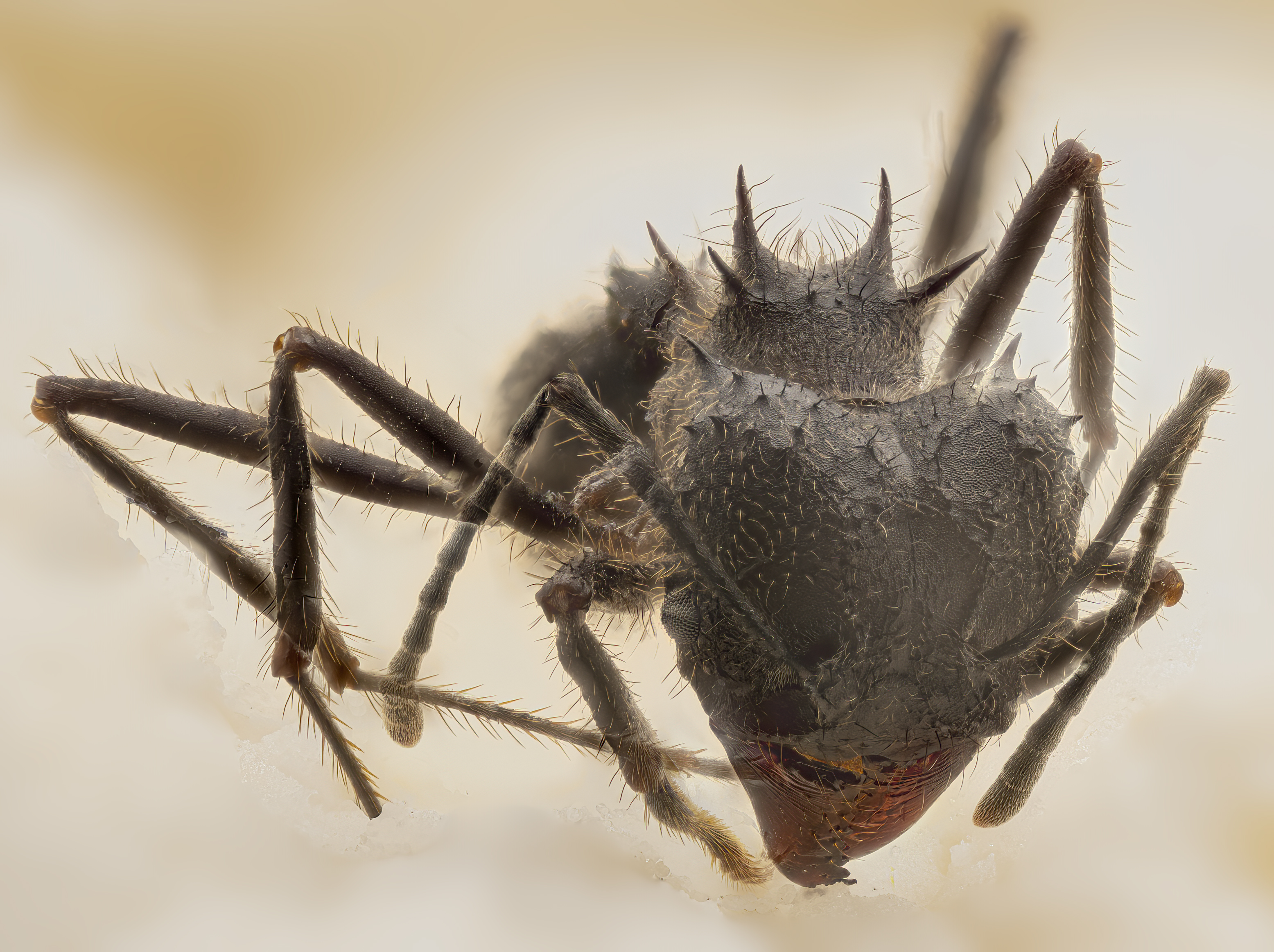
Acromyrmex, hormigas cortadoras de hojas

En la cabeza poseen varias glándulas que secretan diversas sustancias, como aquellas responsables de la digestión y en algunas especies también sintetizan sustancias químicas que son utilizadas como sistemas de alerta.
En el abdomen se encuentra el estómago, glándulas venenosas, ovarios en la reina y la glándula de Dufour entre otros. En Acromyrmex las hormigas poseen dos estómagos, uno seco, el cual posee la función de almacenamiento para luego regurgitar el alimento a las larvas, la reina u otras hormigas. Este estómago se encuentra separado del otro mediante una pequeña válvula; una vez que el alimento ingresa al segundo estómago se contamina con jugos gástricos y ya no puede ser regurgitado. Por otro lado, la función exacta de la glándula de Dufour permanece desconocida, pero se piensa que podría estar involucrada en la liberación de químicos utilizados en la producción de un rastro odorífero, el cual las hormigas usarían entre otras cosas en el reclutamiento de otras hormigas de la misma colonia hacia una fuente de alimentación; como también posiblemente estaría implicado en la producción de feromonas sexuales.

## Ecología

### Reproducción
Las hembras aladas y los machos abandonan sus respectivos nidos en masa y se encuentran en el denominado vuelo nupcial. Cada hembra se aparea con múltiples machos con la intención de recolectar el esperma necesario para establecer un hormiguero. Antes de abandonar su colonia parental, las hembras aladas llevan una pequeña porción de hongos en sus cámaras infrabucales para 'sembrar' los mismos en los jardines de su incipiente colonia, recolectando y llevando las primeras secciones de hojas ella misma.

### Jerarquías
Una colonia de hormigas cortadoras de hojas madura puede poseer más de ocho millones de hormigas (variando esta cantidad entre especies) de las cuales la mayoría son hembras trabajadoras estériles. Se encuentran divididas en castas con diferentes funciones. Las hormigas de Acromyrmex exhiben un gran polimorfismo genético, presentando cuatro castas en colonias establecidas -mínimas (u hormigas jardineras), menores, medianas y mayores. Las mayores son conocidas comúnmente como soldados o dinergates. Sin embargo, comparativamente con otros géneros de hormigas cortadoras de hojas, Acromyrmex es menos polimórfica que Atta, lo cual significa que la diferencia relativa en tamaño entre los tipos menores y mayores es menor en Acromyrmex. 

### Mutualismo con hongos
Como sucede en Atta, las sociedades de Acromyrmex están basadas en un mutualismo hormiga-hongo, donde especies distintas utilizan diferentes hongos, pero, todos los hongos utilizados por estas hormigas son miembros del género Leucocoprinus. Las hormigas los cultivan activamente en un medio que consiste en hojas masticadas. Este es el único alimento de la reina y de los restantes miembros que permanecen en la colonia. Las pertenecientes a la casta de las medianas también pueden alimentarse de la savia de las plantas mientras cortan las secciones de hojas que luego transportarán.
Esta relación mutualista se ve aumentada por un simbionte, una bacteria que crece sobre las hormigas y secreta sustancias antimicrobianas. Las hormigas cortadoras de hojas poseen la capacidad de detectar señales químicas de los hongos relativas a la adaptación de los mismos a diferentes sustratos ya que si un tipo particular de hoja es tóxico para el hongo, la colonia dejará de recolectarla.

### Manejo de desechos
Las hormigas cortadoras de hojas poseen roles específicos en el cuidado del jardín de hongos y en el retiro de los materiales rechazados. El parásito necrotrófio Escovopsis del cultivo fúngico amenaza seriamente la fuente de alimento de estas hormigas. Las trabajadoras que transportan los desechos y aquellas que lo acomodan son las más viejas, dejando a las más jóvenes el trabajo del cuidado del jardín. Las transportadoras de desecho toman el sustrato usado y los hongos descartados hacia una pila de desechos en la cual las obreras que lo acomodan lo organizan y remueven constantemente con el objeto de acelerar la descomposición. 
Además de la provisión de hojas al jardín fúngico, el mismo es protegido de Escovopsis por medio de secreciones antibióticas de actinobacterias del género Pseudonocardia. Este microorganismo se aloja en las glándulas metapleurales de las hormigas.

### Forrajeo

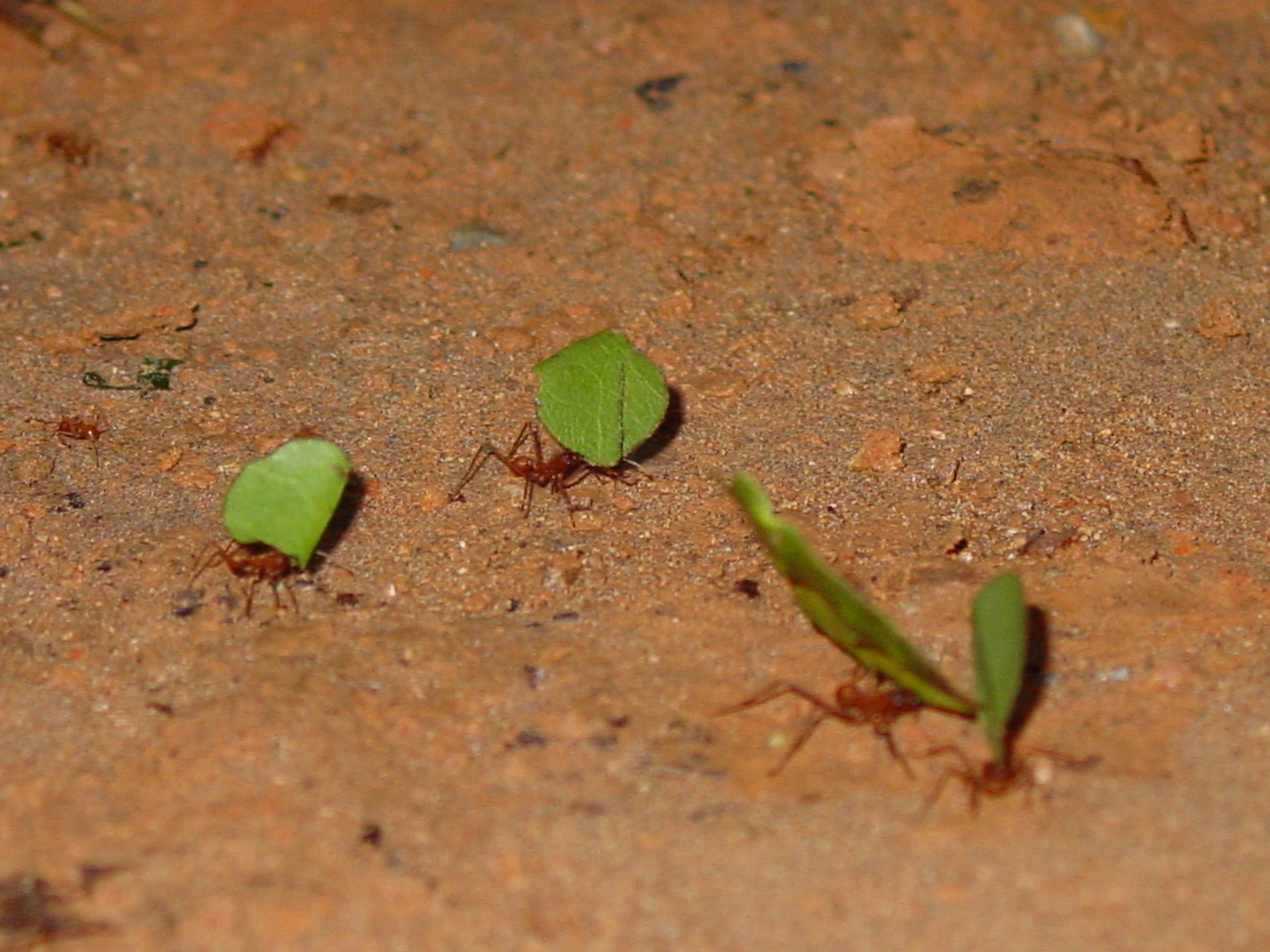
Hormigas forrajeras de Costa Rica

Acromyrmex ha desarrollado un comportamiento que produce el cambio de plantas forrajeadas constantemente, previniendo que la colonia defolie completamente un árbol por lo que evita de esta manera un efecto negativo no solo sobre el árbol sino también sobre la misma población de hormigas.
Una vez que las obreras forrajeras localizan un recurso en su ambiente, dejan un rastro de feromona mientras vuelven a la colonia. Luego, otras trabajadoras siguen el rastro químico hacia la fuente del recurso, a medida que más trabajadoras vuelven al hormiguero, dejando más rastros, este mismo se va tornando cada vez más intenso.

## Especies
El género Acromyrmex contiene las siguientes especies: :
- Acromyrmex ameliae  De Souza, Soares & Della Lucia, 2007
- Acromyrmex ambiguus Emery, 1888
- Acromyrmex aspersus F. Smith, 1858
- Acromyrmex balzani Emery, 1890
- Acromyrmex biscutatus Fabricius, 1775
- Acromyrmex charruanus Rabeling, 2015
- Acromyrmex coronatus Fabricius, 1804
- Acromyrmex crassispinus Forel, 1909
- Acromyrmex diasi Goncalves, 1983
- Acromyrmex disciger Mayr, 1887
- Acromyrmex echinatior Forel, 1899
- Acromyrmex evenkul Bolton, 1995
- Acromyrmex fracticornis Forel, 1909
- Acromyrmex heyeri Forel, 1899
- Acromyrmex hispidus Santschi, 1925
- Acromyrmex hystrix Latreille, 1802
- Acromyrmex insinuator  Schultz, Bekkevold & Boomsma, 1998
- Acromyrmex landolti Forel, 1885
- Acromyrmex laticeps Emery, 1905
- Acromyrmex lobicornis Emery, 1888
- Acromyrmex lundii Guérin-Méneville, 1838
- Acromyrmex niger F. Smith, 1858
- Acromyrmex nigrosetosus Forel, 1908
- Acromyrmex nobilis Santschi, 1939
- Acromyrmex octospinosus Reich, 1793
- Acromyrmex pubescens Emery, 1905
- Acromyrmex pulvereus Santschi, 1919
- Acromyrmex rugosus F. Smith, 1858
- Acromyrmex silvestrii Emery, 1905
- Acromyrmex striatus Roger, 1863
- Acromyrmex subterraneus Forel, 1893
- Acromyrmex versicolor Pergande, 1894
- Acromyrmex volcanus Wheeler, 1937